# Yamaha Xenter
Il Yamaha Xenter è uno scooter prodotto dalla casa motociclistica giapponese Yamaha Motor dal 2011 al 2020.
È stato venduto anche dalla MBK Industrie ribattezzato MBK Oceo.

## Descrizione
Lo Xenter è uno scooter a ruota alte con pedana piatta presentato dalla Yamaha nel novembre del 2011 all'EICMA ed è stato progettato dal centro ricerca e sviluppo di Yamaha Europe in Italia appositamente per il mercato europeo. Tale modello era diretto concorrente dell’Honda SH per impostazione e ciclistica. 
Esteticamente presenta il classico family feeling Yamaha con i due fari a goccia simili e gli indicatori laterali agli estremi simili allo X-City. Al posteriore presenta un design ispirato alla Fazer 600.

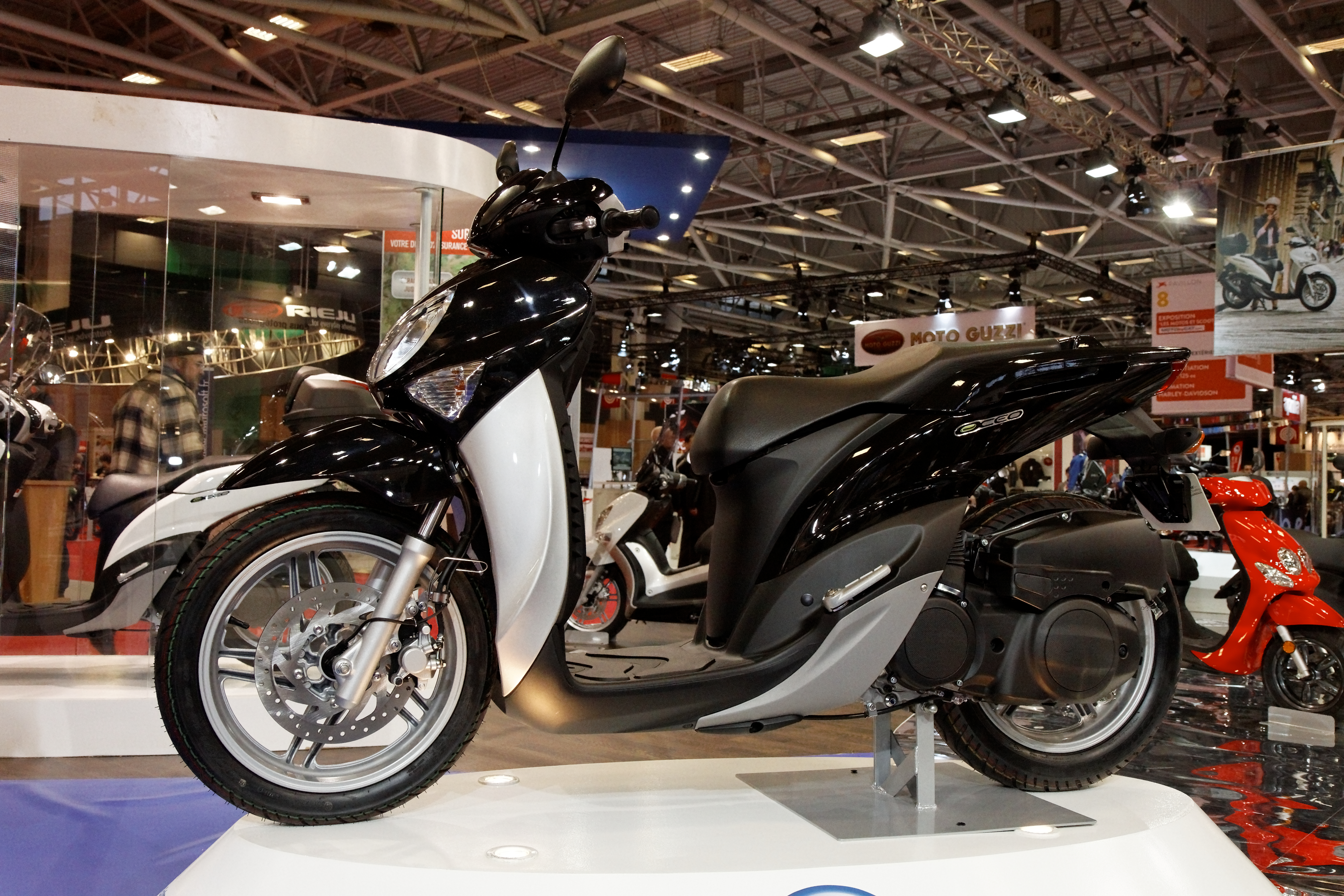
Il gemello MBK Oceo

La meccanica presenta un telaio a doppia trave con un monoammortizzatore orizzontale, senza link che permette di far comunicare telaio e sospensione-trasmissione in maniera simile ad una moto. Di serie il sistema di frenata combinata UBS, Unified Braking System. L’impianto frenante è composto da disco anteriore (da 267 mm) e il tamburo posteriore (150 mm). Le ruote sono da 16 pollici con cerchi a 5 razze.
I motori sono 125 e 150. Il 125 è un monocilindrico che eroga 9,2 kW a 7500 giri/min e una coppia di 11,9 Nm a 7200 giri/min. Il 150 è un nuovo monocilindrico da 155 cm³ a 4 valvole che eroga una potenza massima di 11,6 kW e una coppia massima di 14,8 Nm, entrambe a 7500 giri/min.
Nel settembre 2012 viene presentata l’edizione speciale “Xenter MotoGp” prodotta in tiratura limitata a 200 esemplari e caratterizzata da verniciatura Midnight Black e grafiche Moto GP sulla carrozzeria.
Nel luglio 2014 viene posta in vendita la versione “MY 2015” oggetto di un leggero restyling che porta in dota una nuova sella con cuciture a vista, nuovo gruppo ottico posteriore con nuove lenti trasparenti, nuovo rivestimento per il vano sottosella e nuovo cassettino portaoggetti nello scudo anteriore con tappetino in gomma.
La produzione è terminata nel 2020.